# Diocesi di Thiès
La diocesi di Thiès (in latino Dioecesis Thiesina) è una sede della Chiesa cattolica in Senegal suffraganea dell'arcidiocesi di Dakar. Nel 2023 contava 66.830 battezzati su 4.328.600 abitanti. La sede è vacante.

## Territorio
La diocesi comprende la parte occidentale del Senegal.
Sede vescovile è la città di Thiès, dove si trova la cattedrale di Sant'Anna.
Il territorio è suddiviso in 25 parrocchie, raggruppate in 4 decanati.

## Storia
La diocesi è stata eretta il 6 febbraio 1969 con la bolla Pro summo di papa Paolo VI, ricavandone il territorio dall'arcidiocesi di Dakar.

## Cronotassi dei vescovi
Si omettono i periodi di sede vacante non superiori ai 2 anni o non storicamente accertati.
- François-Xavier Dione † (6 febbraio 1969 - 4 febbraio 1985 deceduto)
- Jacques Sarr † (17 ottobre 1986 - 18 gennaio 2011 deceduto)
  - Sede vacante (2011-2013)
- André Gueye (18 gennaio 2013 - 22 febbraio 2025 nominato arcivescovo di Dakar)

## Statistiche
La diocesi nel 2023 su una popolazione di 4.328.600 persone contava 66.830 battezzati, corrispondenti all'1,5% del totale.
| anno | popolazione | popolazione | popolazione | presbiteri | presbiteri | presbiteri | presbiteri                | diaconi | religiosi | religiosi | parrocchie |
| anno | battezzati  | totale      | %           | numero     | secolari   | regolari   | battezzati per presbitero | diaconi | uomini    | donne     | parrocchie |
| ---- | ----------- | ----------- | ----------- | ---------- | ---------- | ---------- | ------------------------- | ------- | --------- | --------- | ---------- |
| 1970 | 18.610      | 489.000     | 3,8         | 29         | 11         | 18         | 641                       |         | 35        | 53        | 8          |
| 1980 | 26.832      | 900.000     | 3,0         | 21         | 11         | 10         | 1.277                     |         | 27        | 76        | 11         |
| 1990 | 35.089      | 1.569.488   | 2,2         | 53         | 31         | 22         | 662                       |         | 69        | 94        | 17         |
| 1999 | 39.463      | 1.621.705   | 2,4         | 71         | 49         | 22         | 555                       |         | 46        | 80        | 17         |
| 2000 | 37.998      | 1.748.858   | 2,2         | 73         | 51         | 22         | 520                       |         | 68        | 81        | 20         |
| 2001 | 39.171      | 1.792.579   | 2,2         | 75         | 56         | 19         | 522                       |         | 83        | 130       | 20         |
| 2002 | 44.937      | 1.800.000   | 2,5         | 62         | 55         | 7          | 724                       |         | 89        | 125       | 20         |
| 2003 | 45.431      | 2.000.100   | 2,3         | 75         | 58         | 17         | 605                       |         | 64        | 103       | 20         |
| 2004 | 44.812      | 2.000.150   | 2,2         | 65         | 59         | 6          | 689                       |         | 56        | 110       | 21         |
| 2010 | 54.124      | 2.346.000   | 2,3         | 74         | 66         | 8          | 731                       |         | 47        | 118       | 23         |
| 2014 | 57.397      | 2.650.000   | 2,2         | 65         | 61         | 4          | 883                       |         | 72        | 106       | 25         |
| 2017 | 60.037      | 3.069.750   | 2,0         | 76         | 70         | 6          | 789                       |         | 86        | 98        | 25         |
| 2020 | 63.663      | 4.022.334   | 1,6         | 74         | 67         | 7          | 860                       |         | 91        | 117       | 25         |
| 2022 | 65.900      | 4.269.040   | 1,5         | 75         | 69         | 6          | 878                       |         | 90        | 115       | 25         |
| 2023 | 66.830      | 4.328.600   | 1,5         | 83         | 76         | 7          | 805                       |         | 88        | 117       | 25         |